# Warren W. Wiersbe
Warren Wendel Wiersbe foi um pastor norte-americano, teólogo, conferencista e um grande escritor de literatura cristã e trabalhos teológicos. Nascido em 16 de Maio de 1929 em East Chicago, Indiana, talvez Wiersbe seja melhor conhecido por sua série de 50 livros intitulado "BE" ("SER" em inglês): Be Real (Ser Verdadeiro), Be Rich (Ser Rico), Be Obedient (Ser Obediente), Be Mature (Ser Amadurecido), Be Joyful (Ser Contente), entre outros trabalhos teológicos.
Warren Wiersbe estudou na Universidade de Indiana em Indianápolis, Universidade Roosevelt, e graduou-se em 1953 pelo Seminário Teológico Batista do Norte em Lombardo, Ilinóis. Enquanto fazia o seminário, ele foi estabelecido como pastor da Igreja Batista Central de 1951 até 1957.
De Setembro de 1957 até 1961, Wiersbe foi diretor da Divisão Literária Internacional para Jovens Cristãos. De 1961 até 1971 ele liderou a Igreja Batista do Calvário de Covington, Kentucky sul de Cincinnati, Ohio. A igreja passou de uma congregação de oitocentos lugares para uma nova de dois mil lugares sentados. Esta igreja atraiu membros de Ohio, Indiana e Kentucky. Seus sermões dominicais como “Calvary Hour” (Hora do Calvário) eram transmitidos por uma estação local de rádio de Cincinnati.
De 1971 até 1978, Warren Wiersbe liderou a Igreja Moody de Chicago, chamada assim pelo evangelista Dwight L. Moody no século XIX.Grand Rapids While na Igreja Moody continuou seu ministério no rádio incluindo o programa “Songs in the Night” (Sinfonias na Noite), um programa nacional de rádio que mudou-se para a Igreja Moody em 1968.
Entre Agosto de 1979 e Março de 1982 ele escrevia bissemanalmente para Christianity Today (Cristianismo Hoje) sob o nome de  Eutychus X. Também entre 1978 até 1982, Warren Wiersbe ensinou teologia prática em classes da Divina Escola Evangélica da Trindade em Deerfield, Illinois escreveu seu próprio material do curso, "Imagination and the Quest for Biblical Preaching" (A Imaginação e a Busca pela Pregação Bíblica), fez doutorado em Ministérios na Escola da Trindade e no Dallas Seminários. Enquanto pastoreava em Chicago, Warren Wiersbe serviu à Slavic Gospel Association (SGA-Associação Evangélica Eslava de 1971 até 1983, e foi presidente do conselho durante dez desses doze anos. De 1980 até 1990 ele voltou a trabalhar na rádio com o programa  "Back to the Bible" (Voltando-se à Bíblia) e foi diretor geral nos últimos seis anos de permanência lá.
Em 1995, Wiersbe tornou-se Escritor Residente na Universidade de Cornerstone em Grand Rapids, Michigan; e Emérito Professor de Pregação no Seminário Teológico de Grand Rapids. Contribuiu no "Baker Book House" (Baker Casa do Livro). Os vários livros que ele escreve desde os anos 50 são publicados nesta editora; completando mais de 150 livros includindo a série popular "BE", que são  comentários de cada livro da Bíblia, vendendo assim mais de quatro milhões de cópias. Warren Wiersbe [fez] recebeu mais dois doutorados honorários e tem acumulado em sua biblioteca pessoal mais de dez mil livros; às vezes referido como "pastor dos pastores", o Dr. Wiersbe tornou-se um bem conhecido e reputado teólogo bíblico e estudioso nos círculos do Fundamento Evangélico.
Era Calvinista.